# Peter Gaehtgens
Peter Gaehtgens (* 1. September 1937 in Dresden, Sachsen) ist ein deutscher Physiologe. Er ist emeritierter Professor und ehemaliger Präsident der Freien Universität Berlin. Von 2003 bis 2005 war er Präsident der Hochschulrektorenkonferenz.

## Leben
Nach seinem Abitur in Aachen studierte Gaehtgens in Freiburg, München und Köln Humanmedizin und schloss 1963 mit dem Staatsexamen und 1964 mit der Promotion ab. Nach seiner Approbation als Arzt wurde er 1966 wissenschaftlicher Assistent am Institut für Normale und Pathologische Physiologie der Universität zu Köln, verließ Köln jedoch nach einem Jahr, um als Stipendiat und Research Fellow am California Institute of Technology in Pasadena, Kalifornien, tätig zu werden. Nach seiner zweijährigen Tätigkeit dort habilitierte er sich 1971 in Köln ebenfalls in Physiologie.
1983 wurde Gaehtgens auf eine C4-Professur an die Freie Universität Berlin (FU Berlin) berufen. Gaehtgens fungierte in verschiedenen internationalen wissenschaftlichen Gesellschaften, z. B. als Secretary General der European Society for Microcirculation und Vice-President der International Society of Biorheology. Für seine wissenschaftlichen Arbeiten erhielt er verschiedene internationale Auszeichnungen, z. B. die Malpighi Medaille der European Society for Microcirculation, wurde Honorary Professor an der Tashkent State University sowie an der Chinese Academy of Medical Sciences und 1996 Mitglied der Berlin-Brandenburgischen Akademie der Wissenschaften (BBAW). In der akademischen Selbstverwaltung amtierte Gaehtgens als Medizinischer Vizepräsident, wurde 1995 Dekan der Medizinischen Fakultät der FU Berlin und fungierte als 1. Vizepräsident und Stellvertreter des Präsidenten der Universität. Von 1999 bis zu seiner Emeritierung 2003 war Gaehtgens Präsident der Freien Universität Berlin.
2003 wurde er zum Präsidenten der Hochschulrektorenkonferenz gewählt und übte dieses Amt bis Ende 2005 aus. In dieser Funktion geriet Gaehtgens als Verfechter der Studiengebühren in die Kritik und wurde 2005 deswegen an der Universität Tübingen Opfer einer Tortenattacke. Von 2005 bis 2009 war er Mitglied im Board (Vorstand) der European University Association (EUA); seit 2009 ist er auf der Europäischen Ebene als Senior Advisor des European Centre for Strategic Management of Universities (ESMU, Brüssel) tätig. Seit Anfang 2008 übte er die Funktion des Vorsitzenden des Universitätsrats Schleswig-Holstein aus, der für die Universitäten in Kiel, Lübeck und Flensburg zuständig ist. Im Juni 2010 trat der Universitätsrat Schleswig-Holstein aus Protest gegen die Sparpläne der Landesregierung geschlossen zurück.
Gaehtgens war in 2. Ehe mit Christiane Gaehtgens verheiratet, die 2020 verstorben ist, und hat einen Sohn aus erster Ehe. Gaehtgens ist Enkel von Louis Ruyter Radcliffe Grote und Bruder des Kunsthistorikers Thomas W. Gaehtgens.

## Preise
- 1972: Hochhaus-Preis der medizinischen Fakultät der Universität zu Köln
- 1986: Abbott Microcirculation Award
- 1990: Malpighi Award der European Society for Microcirculation